# Iniopterygiformes
Iniopterygiformes é uma ordem extinta de peixes cartilaginosos precursores das atuais quimeras.